# I bitwa pod Guadalcanalem
Pierwsza bitwa pod Guadalcanalem – jedna z bitew morskich podczas kampanii na Salomonach w czasie II wojny światowej, stoczona pomiędzy okrętami japońskimi a amerykańskimi na północ od wyspy Guadalcanal w archipelagu Wysp Salomona, w nocy z 12 na 13 listopada 1942 roku – w kulminacyjnym momencie walk o Guadalcanal. Jedno z najbardziej tragicznych wydarzeń w historii US Navy.

## Podłoże
W listopadzie 1942 roku nadal trwały zacięte walki lądowe na Guadalcanalu pomiędzy amerykańską piechotą morską, zajmującą pozycje naokoło lotniska polowego Henderson Field, a siłami japońskimi atakującymi z głębi wyspy. Posiłki dla wojsk japońskich dowożone były nocami, na pokładach niszczycieli, nazywanych przez Amerykanów Tokyo Express. Dostawy za pomocą niszczycieli były jednak daleko niewystarczające, zaś powolne transportowce były zbyt łatwymi celami dla startujących z Henderson Field bombowców torpedowych TBF Avenger i nurkujących SBD Dauntless. Toteż umożliwienie dostaw dla japońskiej 17. Armii na Guadalcanalu, wymagało zniszczenia amerykańskiego lotnictwa na wyspie. W nocy 13 października japońskie pancerniki „Kongo” i „Haruna” przeprowadziły ciężkie bombardowanie lotniska, w wyniku którego zniszczone zostały wszystkie torpedowe Avengery, kilkanaście z 22 samolotów myśliwskich oraz 32 z 39 nurkujących Dauntlessów. Rozegrana 26 października krwawa bitwa lotniskowców pod Santa Cruz chwilowo wyeliminowała z działań amerykańskie i japońskie lotniskowce, toteż na początku listopada, główną rolę w walkach przyjąć musiały siły nawodne obu stron. Na noc 14 listopada japoński sztab zaplanował wysadzić większy transport żołnierzy na wyspie, zaś japońskie pancerniki  „Hiei” i „Kirishima”, przeprowadzić miały bombardowanie lotniska.
11 i 12 listopada Amerykanie przewieźli własny transport żołnierzy i sprzętu na wyspę. W bezpośredniej osłonie zespołu transportowego płynęła grupa wsparcia Task Group (TG) 67.4 kontradmirała Daniela Callaghana w składzie 2 krążowników ciężkich: USS „San Francisco” i „Portland”, 3 krążowników lekkich: USS „Helena”, „Juneau” i „Atlanta” (dwa ostatnie to krążowniki przeciwlotnicze) oraz 8 niszczycieli. Ponadto, w stronę Wysp Salomona płynęły dwa amerykańskie pancerniki USS „Washington” (BB-56) i „South Dakota” (BB-57), lecz w chwili poinformowania przez amerykańską komórkę rozpoznania elektronicznego HYPO na Hawajach o japońskich okrętach, znajdowały się zbyt daleko na południe, aby wziąć udział w najbliższej walce.
12 listopada po południu amerykański zespół transportowy i wsparcia został zaatakowany przez japońskie bombowce (jeden z zestrzelonych samolotów uderzył w nadbudówki krążownika „San Francisco”, uszkadzając go lekko i powodując straty w załodze – 16 zabitych). Wieczorem transportowce odeszły od wyspy, natomiast u brzegów pozostała grupa wsparcia, uprzedzona przez lotnictwo o zbliżaniu się okrętów japońskich.
Tymczasem do Guadalcanalu zbliżały się od zachodu japońskie okręty pod dowództwem wiceadmirała Hiroaki Abe. Trzonem japońskiego zespołu, który miał zbombardować lotnisko na wyspie, były dwa szybkie pancerniki  „Hiei” i „Kirishima”, uzbrojone w 8 dział kalibru 356 mm każdy, ponadto w jego skład wchodziły krążownik lekki „Nagara” i 11 niszczycieli. 3 dalsze niszczyciele pozostawały w odwodzie, między Wyspami Russella a Guadalcanalem.

## Bitwa

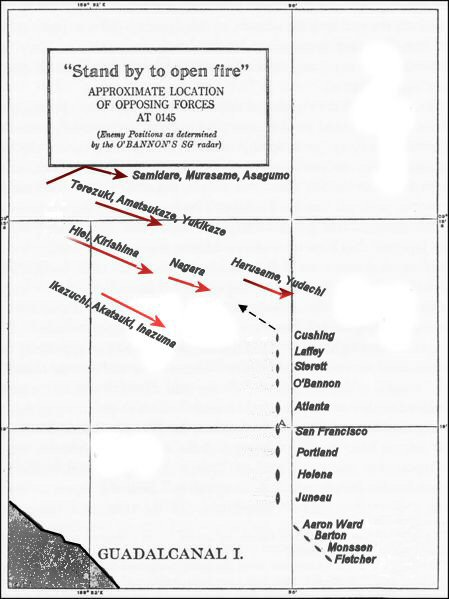
Szkic usytuowania sił przed bitwą

Japoński zespół nadpłynął w nocy, podobnie jak w poprzednich starciach, kanałem między północnym brzegiem Guadalcanalu a wysepką Savo. 13 listopada Amerykanie wykryli japońskie okręty około 1.20, za pomocą radaru krążownika „Helena”, z odległości około 13 km i przygotowywali się do walki, aczkolwiek amerykański okręt flagowy „San Francisco” miał problemy z własnym radarem i musiał polegać na łączności radiowej, borykając się z zakłóceniami. Amerykański zespół płynął kontrkursem na północny zachód w szyku torowym: 4 niszczyciele (USS „Cushing”, „Laffey”, „Sterett”, „O’Bannon”), krążowniki „Atlanta”, „San Francisco”, „Portland”, „Helena”, „Juneau” i reszta niszczycieli („Aaron Ward”, „Barton”, „Monssen”, „Fletcher”). Prawdopodobnie admirał Callaghan zamierzał przegrodzić swoim zespołem kurs Japończyków, podobnie jak w bitwie koło przylądka Esperance. O godzinie 1.40 w nocy, na wschód od Savo, czołowe amerykańskie niszczyciele i „Atlanta” natknęły się na 2 japońskie niszczyciele „Yudachi” i „Harusame” i wykonały zwrot w lewo. Japończycy dowiedzieli się w ten sposób o obecności przeciwnika, lecz mimo to, w ciągu najbliższych kilku minut amerykański głównodowodzący nie zdecydował się otworzyć ognia, prawdopodobnie z powodu zamieszania w amerykańskiej łączności i niekompletności posiadanych informacji w obliczu rozproszenia japońskiego zespołu, tracąc przez to przewagę wynikającą z posiadania radaru.
| Pancerniki                                     | Pancerniki                                     |
| ---------------------------------------------- | ---------------------------------------------- |
| 11. dywizjon pancerników                       |                                                |
| „Hiei”                                         | kmdr Masao Nishida                             |
| „Kirishima”                                    | kmdr Sanji Iwabuchi                            |
| Niszczyciele                                   |                                                |
| 10. Eskadra Niszczycieli (kadm. Susumu Kimura) |                                                |
| Krążownik lekki                                | „Nagara”                                       |
| 6. dywizjon niszczycieli                       | „Akatsuki”†, „Ikazuchi”, „Inazuma”             |
| 16. dywizjon niszczycieli:                     | „Yukikaze”, „Amatsukaze”                       |
| 61. dywizjon niszczycieli:                     | „Teruzuki”                                     |
|                                                |                                                |
| 4. Eskadra Niszczycieli (kadm. Tamotsu Takama) |                                                |
| „Asagumo”                                      |                                                |
| 2. dywizjon niszczycieli:                      | „Harusame”, „Murasame”, „Yudachi”†, „Samidare” |

Japońskie okręty płynęły w kilku równoległych kolumnach i w tej sytuacji amerykański zespół wbił się w środek japońskiego szyku, a krążownik „Atlanta” znalazł się przed pancernikiem „Hiei”. Niszczyciel „Akatsuki” i „Hiei” oświetliły reflektorami „Atlantę”, znajdującą się w odległości około 5 km i o 1.48 okręty obu stron otworzyły ogień. „Atlanta” otrzymała trafienie torpedą „Akatsuki”, ponadto została wielokrotnie celnie trafiona przez „Hiei” i niszczyciele. Z pancernikiem „Hiei”, świecącym reflektorami i z japońskimi niszczycielami podjęły z kolei nierówną walkę na najbliższe odległości 4 czołowe amerykańskie niszczyciele. W efekcie chaotycznej walki, zatopione zostały amerykańskie niszczyciele USS „Laffey” i „Cushing” (zatonął następnego dnia) oraz japoński „Akatsuki”. Jednakże, niszczyciele wyrządziły też ogniem swoich dział kaliber 127 mm pożary w nadbudówkach „Hiei”, strzelały ponadto torpedami, które z uwagi na niewielką odległość nie zdążyły uzbroić się przed trafieniem w cel.
W tym czasie amerykańskie krążowniki ciężkie nawiązały walkę z japońskimi niszczycielami. Bitwa przybrała chaotyczny obrót, czego wyrazem było między innymi to, że krążownik „San Francisco” omyłkowo ciężko ostrzelał uszkodzoną już „Atlantę”. Po chwili „San Francisco” ujrzał pancernik „Hiei” i oba okręty otworzyły do siebie ogień z najbliższej odległości, wynoszącej zaledwie około 2 km. Do walki następnie dołączył krążownik ciężki „Portland” i pozostałe japońskie ciężkie okręty. „San Francisco” został poważnie uszkodzony (47 pociskami, w tym 12 kalibru 356 mm), śmierć poniosło jego dowództwo włącznie z admirałem Callaghanem. Dowództwo po nim przejął siódmy w kolejce kmdr Bruce McCandless. Artyleria główna kalibru 203 mm krążownika, przy niewielkim dystansie do celu, była w stanie przebijać pas pancerny japońskiego pancernika, eksplodując m.in. w pomieszczeniu maszyny sterowej, po wybiciu dziur w kadłubie o średnicy około dwóch metrów.
W ostatniej fazie starcia, po rozejściu się sił głównych, japoński niszczyciel „Amatsukaze” zatopił torpedami amerykański niszczyciel „Barton” i uszkodził krążownik „Juneau”. W toku bitwy, zatopione ponadto zostały: amerykański niszczyciel „Monssen” i japoński „Yudachi” (ten ostatni, artylerią krążownika „Juneau”).
Rano rozegrały się zdarzenia będące epilogiem bitwy. Na północ od wyspy Savo obezwładniony i ogarnięty ogromnymi pożarami pancernik „Hiei”, który w toku bitwy otrzymał około 58 trafień pociskami z dział 203 mm L/55 oraz 85 trafień pociskami z dział 127 mm L/25 amerykańskich krążowników oraz niszczycieli, na skutek których utracił sterowność, toczył walkę o przetrwanie i usunięcie uszkodzeń. Po nadejściu świtu został jednak jeszcze bardziej uszkodzony bombami i torpedami podczas nalotów amerykańskiego lotnictwa – w tym bombowców torpedowych TBF Avenger i nurkujących SBD Dauntless z eskadr lotniczych Marines oraz lotniskowca USS „Enterprise” (CV-6), i ostatecznie po godz. 18 zatonął po zdjęciu z niego załogi przez japońskie niszczyciele. Przy brzegu Guadalcanalu została zatopiona przez załogę ciężko uszkodzona „Atlanta”, na której pokładzie zginął w czasie bitwy kontradmirał Norman Scott, zwycięzca spod Esperance („Atlanta” otrzymała 49 trafień, w tym 13 pociskami 356 mm i 19 amerykańskimi pociskami 203 mm, miała straty 172 zabitych). Z kolei o godzinie 11:01 wracający do bazy uszkodzony krążownik „Juneau” został niespodziewanie storpedowany przez japoński okręt podwodny I-26 i rozerwany eksplozją zatonął z prawie całą 700-osobową załogą, z wyjątkiem 10 osób. Zginęło m.in. 5 braci Sullivanów, służących na krążowniku. Atakujące torpedy zostały chwilę wcześniej dostrzeżone na „Helenie” oraz „San Francisco”, i jednostki te zdołały wymanewrować je. Z powodu zniszczeń i uszkodzeń bojowych odniesionych w walce ubiegłej nocy, nie miały jednak możliwości zaalarmowania „Juneau”, który znalazł się na drodze torped.

## Podsumowanie

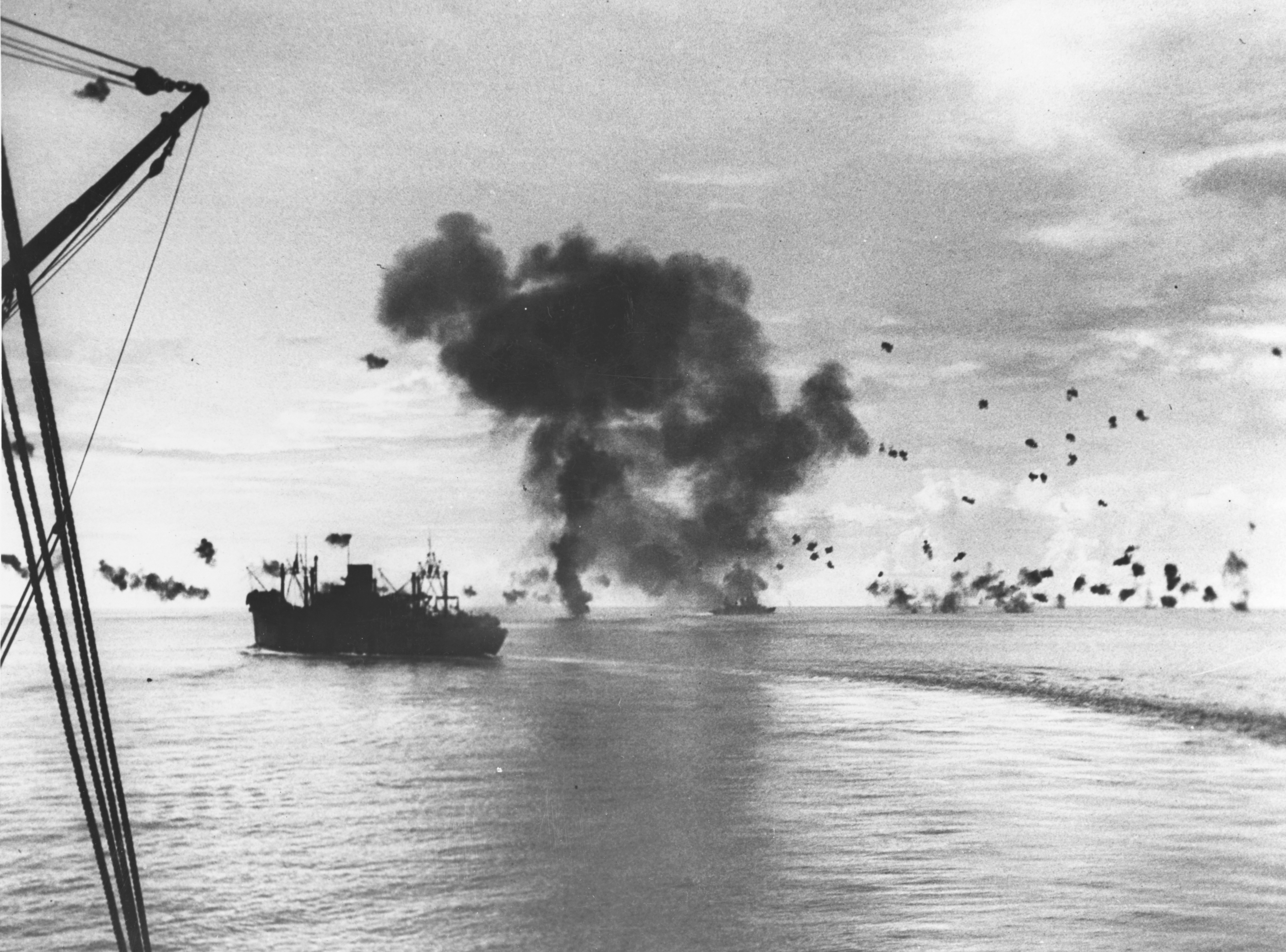
Atak japońskiego lotnictwa na amerykańskie okręty koło Guadalcanalu, 12 listopada 1942 r.

Na skutek bitwy Japończycy stracili jeden pancernik i 2 niszczyciele, Amerykanie – 2 krążowniki lekkie i 4 niszczyciele, ponadto uszkodzone zostały oba krążowniki ciężkie („Portland”, z uszkodzonymi torpedą śrubami, musiał być odholowany i remontowany do maja 1943). Amerykanie ponieśli też większe straty osobowe – 1439 osób, Japończycy według różnych danych, od 550 do 800. Z drugiej jednakże strony Japończykom nie udało się zbombardować lotniska, które odgrywało zasadniczą rolę dla panowania Amerykanów w powietrzu, a strata uważanego za okręt cesarski „Hiei”, była poważnym ciosem zarówno wojskowym, jak i prestiżowym.
Następnej nocy japońskie krążowniki wykonały kolejną, mało skuteczną misję ostrzelania lotniska, a dwa dni później doszło do drugiej bitwy pod Guadalcanalem – bitwy pancerników określanej jako "the night that the giants rode" (noc w której nadeszły olbrzymy).
Ponadto na tym samym akwenie na północ od Guadalcanalu miały miejsce także wcześniejsze: bitwa koło wyspy Savo stoczona 9 sierpnia i bitwa koło przylądka Esperance w dniach 11–12 października, a także późniejsza bitwa pod Tassafarongą z 30 listopada 1942 roku.

## Zestawienie sił
- † – okręty zatopione
- # – okręty uszkodzone

### USA
- Task Group 67.4  – kontradmirał Daniel Callaghan† (kolejność okrętów w szyku:)
  - niszczyciel USS „Cushing” (DD-376) †
  - niszczyciel USS „Laffey” (DD-459) †
  - niszczyciel USS „Sterett” (DD 407)
  - niszczyciel USS „O’Bannon” (DD-450)
  - krążownik przeciwlotniczy USS „Atlanta” (CL-51) † – kadm. Norman Scott†
  - krążownik ciężki USS „San Francisco” (CA-38) # – okręt flagowy kadm Daniel Callaghan†
  - krążownik ciężki USS „Portland (CA-33) #
  - krążownik lekki USS „Helena” (CL-50)
  - krążownik przeciwlotniczy USS „Juneau” (CL-52) †
  - niszczyciel USS „Aaron Ward” (DD-483)
  - niszczyciel USS „Barton” (DD-599) †
  - niszczyciel USS „Monssen” (DD-436)(inne języki) †
  - niszczyciel USS „Fletcher” (DD-445)

### Japonia
Zespół bombardowania – wiceadm. Hiroaki Abe
- 11. dywizjon pancerników:
  - „Hiei” † – okręt flagowy, wiceadm. Hiroaki Abe
  - „Kirishima”
- 10. Flotylla Niszczycieli (kadm. Susumu Kimura)
  - lekki krążownik „Nagara” (okręt flagowy)
  - 6. dywizjon niszczycieli: „Akatsuki”†, „Ikazuchi”, „Inazuma” (niszczyciele typu Fubuki)
  - 16. dywizjon niszczycieli: „Yukikaze”, „Amatsukaze” (Niszczyciele typu Kagerō)
  - 61. dywizjon niszczycieli: „Teruzuki”
- 4. Flotylla Niszczycieli: (kadm. Tamotsu Takama)
  - niszczyciel „Asagumo” (okręt flagowy)
  - 2. dywizjon niszczycieli: „Harusame”, „Murasame”, „Yudachi”†, „Samidare” (niszczyciele typu Shiratsuyu)

Odwód
- 27. dywizjon niszczycieli: „Shigure”, „Yugure”, „Shiratsuyu”